# خضرا (جازان)
خضرا (به عربی: الخضراء) یک منطقهٔ مسکونی در عربستان سعودی است که در استان جازان واقع شده‌است.